# Lonchophylla dekeyseri
O Morceguinho-do-cerrado (Lonchophylla dekeyseri) é um morcego nectarívoro, tem dentes finos e agudos, e se alimenta também de insetos e frutas, mas prefere o néctar das flores.
Na hora de sugar o néctar, o morcego adejam como os beija-flores. Suas flores mais visitadas são as unhas-de-vaca, embiriçu e jatobá.
No Cerrado brasileiro, essas plantas geralmente florecem na seca, no período de maio a setembro.
Esse também é o período fértil, onde a fêmea fica grávida, com gestação que dura de dois a três meses.
O morceguinho-do-cerrado está atualmente ameaçado de extinção, pois  o local onde vive, o cerrado, está sendo desmatado e suas casas acabam sendo destruídas. A espécie só foi encontrada em áreas em que existem cavernas, as quais usam para abrigar-se.

## Dados
- Tamanho: De 45 a 65 milímetros.
- Peso: De 10 a 12 gramas.
- Habitat: Cerrado brasileiro.

## Informações Gerais
"Lonchophylla dekeyseri apresenta medidas de antebraço entre 34,7 e 37,7 mm e crânio curto, de 22 a 22,6 mm (Taddei et al., 1983). O peso fica entre 10 e 12 gramas (Aguiar, 2000). A pelagem dorsal é mais escura que a pelagem da região ventral. O focinho é alongado, a língua é comprida, com numerosas papilas na extremidade distal, os dentes molares são finos e alongados e a cauda é curta, perfurando dorsalmente a membrana interfemural. A espécie é nectarívora, dependente de abrigos, sendo polinizadora de plantas típicas do Cerrado e endêmica a um dos biomas mais ameaçados do país. Aguiar & Machado (2004) apresentaram a distribuição potencial, que está associada a regiões cársticas. Os registros existentes indicam a facilidade de capturá-la perto de cavidades ou em áreas próximas a elas. A espécie já foi encontrada em áreas abertas e xerofíticas, áreas cársticas, matas de galeria, matas mesofíticas, matas semidecíduas e em afloramentos calcários (Bredt et al., 1999; Aguiar, 2000; Aguiar & Machado, 2004). A espécie parece ser rara em inventários, contribuindo com poucos indivíduos nas amostras conhecidas até o momento. A dieta de L. dekeyseri é composta de insetos, recursos florais e frutos (Coelho, 1999). As plantas identificadas até o momento como recurso alimentar são Pseudobombax longiflorum, Bauhinia angulicaulis, Luehea grandiflora e Hymenaea Stilbocarpa, que florescem no período de seca (Coelho, 1999). O período de gestação dura de 2 a 3 meses e ocorre no início da seca (Coelho, 1999). O período de lactação dura provavelmente dois meses. Filhotes nascem na época seca, onde há maior oferta de partes florais, néctar e pólen, que oferecem carboidratos e proteína (Coelho, 1999). As fêmeas carregam seus filhotes (Aguiar et al., 2006). A população estudada até o momento apresentou mais adultos que jovens e mais fêmeas que machos, com segregação sexual no período de reprodução (Coelho, 1999)." (Autora: Ludmilla Moura de Souza Aguiar)

## Distribuição Geográfica
"Lonchophylla dekeyseri era registrada, até 2002, para Sete Cidades, no Piauí; Parque Nacional de Brasília, Distrito Federal; serra do Cipó, Minas Gerais. Atualmente, a ocorrência continua restrita ao bioma Cerrado. existem dados atualizados para a ocorrência da espécie no Parque Nacional de Sete Cidades e Parque Nacional de Brasília. Não há registros atuais para o Parque Nacional Serra da Canastra (Aguiar, obs. pess.). Novas localidades em Goiás e Mato Grosso foram acrescentadas." (Autora: Ludmilla Moura de Souza Aguiar)

## Presença em Unidades de Conservação
PARNA de Sete Cidades (PI); PARNA das Emas (GO); APA Gama-Cabeça de Veado, PARNA de Brasília e APA da Cafuringa (DF); EE Serra das Araras (MT); PARNA da Serra do Cipó (MG).

## Principais Ameaças
"Perda, descaracterização e fragmentação de habitat; extermínio de colônias que coabitam (ou não) com o morcego-vampiro (Desmodus rotundos), abatidos nas áreas de pecuária do Cerrado, por causa da preocupação com a raiva; declínio das condições ambientais ótimas, com o descaso e consequente desaparecimento de cavernas usadas para a reprodução e moradia da espécie, inutilizadas por ações de mineradoras, agricultura e pecuária; fogo; possível competição por abrigo com D. rotundus, em áreas de forte atividade pecuária." (Autora: Ludmilla Moura de Souza Aguiar)

## Estratégias de Conservação
"São recomentdadas as seguintes mediadas para a conservação de L. dekeyseri: a proteção do habitat, principalmente das áreas cársticas, que são abrigos para a espécie. Fiscalização e incentivo para a conservação das áreas cársticas, visando preservar as colônias da espécie; ações de pesquisa e educação ambiental para os órgãos de controle de zoonoses e a população rural envolvida no combate ao morcego vampiro, para evitar extermínio de espécies que coabitam com D. rotundus. Manejo e monitoramento em ambientes naturais das populações remanescentes. Recuperação de habitats. Pesquisa científica para caracterizar o tamanho populacional da espécie no Cerrado remanescente. É urgente a necessidade de estudos sobre a ecologia da espécie, incluindo estudos sobre requerimento de habitat e tamanho mínimo de população. Embora esteja presente em Unidades de Conservação, a região de distribuição da espécie está sendo descaracterizada em decorrência da produção agrícola e pecuária." (Autora: Ludmilla Moura de Souza Aguiar)

## Especialistas/Núcleos de Pesquisa e Conservação
"Ludmilla Moura de Souza Aguiar (Embrapa Cerrados); Daniela Coelho e Jader Marinho-Filho (UnB); Marlon Zórtea (UFG); Albert Ditchfield (UFES). Esses pesquisadores trabalham atualmente coma espécie estão elaborando o Plano de Ação, financiado pelo PROBIO/MMA." (Autora: Ludmilla Moura de Souza Aguiar).